# Eurorregión Adriático-Jónica

Mapa de la Eurorregión Adriático-Jónica

Adriático-Jónica es una eurorregión que comprende los países y sus subdivisiones que bordean el mar Adriático y el mar Jónico. El presidente de la organización es Nikola Dobroslavić, Presidente de la Región de Dubrovnik. La Eurorregión está formalmente establecida como una organización sin ánimo de lucro según la ley de Croacia.
La Eurorregión Jónica Adriática se fundó el 30 de junio de 2006 en Pula, Región de Istria, Croacia.
Representa un modelo de cooperación que incluye la cooperación transnacional e interregional entre las regiones del litoral adriático y jónico.
La Eurorregión Adriático-Jónica es el marco institucional para definir y resolver conjuntamente cuestiones importantes en la zona del Adriático. Está formada por 28 miembros: gobiernos regionales y locales de Italia, Eslovenia, Croacia, Bosnia y Herzegovina, Montenegro y Albania.
Los objetivos de la AIE son los siguientes:
- Formación de un espacio de paz, estabilidad y cooperación
- Protección del patrimonio cultural
- Protección del medio ambiente
- Desarrollo económico sostenible, en particular del turismo, la pesca y la agricultura
- Solución de los problemas de transporte y otras infraestructuras

## Miembros
- Italia
  - Región de Apulia
  - Región de Molise
  - Región de Abruzzo
  - Región de las Marcas
  - Región de Emilia-Romagna
  - Región de Veneto
  - Región autónoma de Friuli-Venezia Giulia
- Eslovenia
  - Municipio de Koper
  - Municipio de Izola
  - Municipio de Piran
- Croacia
  - Condado de Istria
  - Condado de Primorje-Gorski Kotar
  - Condado de Lika-Senj
  - Condado de Zadar
  - Condado de Šibenik-Knin
  - Condado de Split-Dalmacia
  - Condado de Dubrovnik-Neretva
- Bosnia y Herzegovina
  - Cantón 10
  - Cantón de Herzegovina-Neretva
  - Cantón de Una-Sana
- Montenegro participa a nivel federal
- Albania participa a nivel federal